# Prospekt Kamiennoostrowski

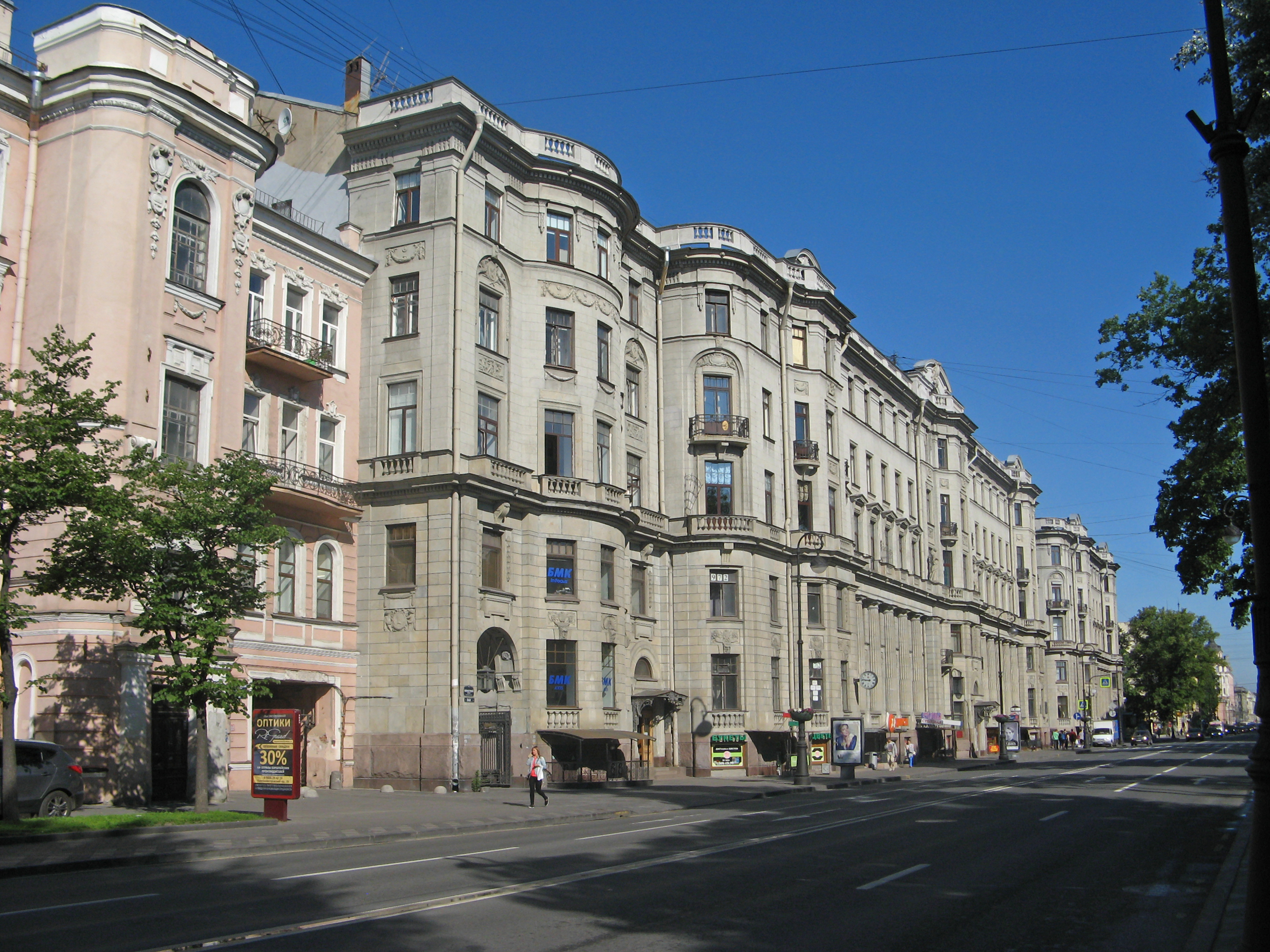
Dom Benois pod nr 26-28, przykład typowej dla prospektu architektury pierwszych dekad XX w.

Prospekt Kamiennoostrowski (ros. Каменноостровский проспект, Kamiennoostrowski prospiekt) – ulica w Petersburgu, w rejonie piotrogrodzkim. Rozpoczyna swój bieg na placu Troickim na Wyspie Piotrogrodzkiej, przecina Karpowkę, przebiega przez Wyspę Aptekarską, następnie przez Małą Newkę i kończy bieg na północnym wybrzeżu Wyspy Kamiennej, przed Mostem Uszakowskim. Łączna długość ulicy wynosi 3400 metrów.

## Historia
Prospekt powstał z połączenia kilku oddzielnych dróg wytyczonych jeszcze w I poł. XVIII w. Pierwsza z nich biegła z placu Troickiego, ówcześnie centrum rozwijającego się miasta, w kierunku Orużejnego Dworu. Kolejna biegła z okolic późniejszego placu Tołstoja na brzeg Małej Newki. Na początku XIX w. właśnie ten drugi odcinek zaczął być nazywany prospektem Kamiennoostrowskim. W 1903 r. prospekt doprowadzono do placu Troickiego, łącząc obydwa odcinki. Krótko wcześniej do użytku oddany został Most Troicki, łączący Wyspę Petersburską z centrum miasta. W rezultacie w pierwszych dwóch dekadach XX w. prospekt został szybko zabudowany wielopiętrowymi kamienicami, w większości w najnowszym i najmodniejszym w mieście stylu secesyjnym.

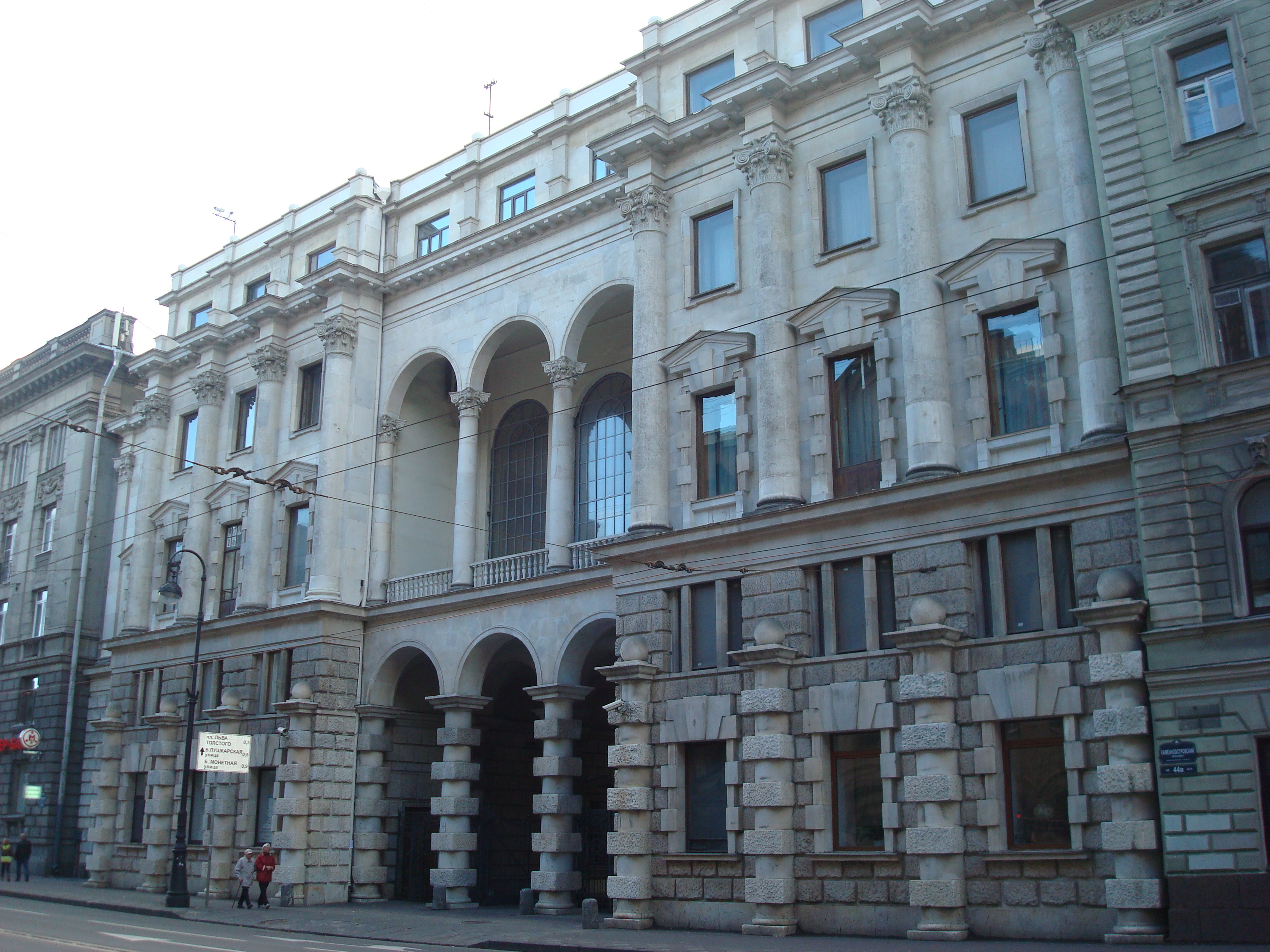
Dom emira Buchary, nr 44b

W dniu krwawej niedzieli w 1905 r. na prospekcie Kamiennoostrowskim odbyła się jedna z demonstracji robotniczych. Po rewolucji październikowej, w 1918 r. prospektowi nadano nazwę Krasnych Zor (ros. Красных Зорь). Obowiązywała ona do 1934 r., gdy prospekt nazwano imieniem Siergieja Kirowa, natychmiast po jego zabójstwie. I sekretarz komitetu WKP (b) w Leningradzie mieszkał przy tej właśnie ulicy, w domu Benois pod nr 26-28. W 1991 r. prospektowi przywrócono nazwę przedrewolucyjną.
W sąsiedztwie prospektu znajdują się stacje metra Gor'kowskaja i Pietrogradskaja (obie na linii Moskiewsko-Piotrogrodzkiej).
Na wysokości placu Troickiego, po zachodniej stronie prospektu znajduje się park Aleksandrowski i pomnik niszczyciela „Stierieguszczij”, ostatni pomnik odsłonięty w carskiej Rosji. W 1968 r. na wysokości budynku pod nr 2 wzniesiono pomnik Maksyma Gorkiego. Natomiast między budynkami pod nr 25 i 27 znajduje się skwer i pomnik azerskiego poety Nizamiego.

## Znaczące obiekty
- dom Idy Lidwal pod nr 1-3, wzniesiony w latach 1899-1904 według projektu Fiodora Lidwala, zabytek architektury secesyjnej[3]
- budynek mieszkalny w stylu socrealistycznym pod nr 2, wzniesiony w latach 1949-1951 według projektu Olega Gurjewa i Wiktora Fromzela[3]
- willa Siergieja Witte, wzniesiona w 1898 r. pod nr 5[6]
- kamienice z początku XX w. wzniesione według projektu Wasilija Szauba pod numerami 13, 16 i 20[3]
- Aleksandrowski dom sierot, następnie Liceum Aleksandrowskie pod nr 21, wzniesiony w latach 1831-1834[3]
- kamienica pod nr 24, wzniesiona w latach 1907-1912 według projektu Leontija Benois[3]
- dom Benois pod nr 26-28, wzniesiony w latach 1911-1913 w stylu neoklasycystycznym[7]; dawne mieszkanie Siergieja Kirowa w budynku zostało zaadaptowane na muzeum[8]
- dom emira Buchary pod nr 44b, wzniesiony w 1913 r.[3]
- kamienice czynszowe Markowa pod nr 63 i 65, wzniesione w latach 1908-1911 w stylu neoklasycystycznym[9]
- Dom Kultury im. Kooperacji Przemysłowej (następnie im. Lensowietu)[10][11]
- meczet katedralny[12]